# Fußball-Weltmeisterschaft 1938/Halbfinale
Das Halbfinale der Fußball-Weltmeisterschaft 1938 in Frankreich:

## Ungarn – Schweden 5:1 (3:1)
| Ungarn                                        | Ungarn | Schweden | Schweden |
| --------------------------------------------- | --- | --- | -------- |
| Ungarn                                        | \| 16. Juni 1938 in Paris (Prinzenparkstadion) \| \| Zuschauer: 20.000 \| \| Schiedsrichter: Lucien Leclercq ( Frankreich) \| \| Spielbericht \|                                                      | \| 16. Juni 1938 in Paris (Prinzenparkstadion) \| \| Zuschauer: 20.000 \| \| Schiedsrichter: Lucien Leclercq ( Frankreich) \| \| Spielbericht \|                                                                   | Schweden |
| Ungarn                                        | Antal Szabó – Lajos Korányi, Sándor Bíró – Antal Szalay, József Turay, Gyula Lázár – Ferenc Sas, György Sárosi , Géza Toldi, Gyula Zsengellér, Pál Titkos Cheftrainer: Károly Dietz & Alfréd Schaffer | Henock Abrahamsson – Olle Källgren, Ivar Eriksson – Kurt Svanström, Sven Jacobsson, Erik Almgren – Harry Andersson, Arne Nyberg, Gustav Wetterström, Tore Keller, Sven Jonasson Cheftrainer: József Nagy ( Ungarn) | Schweden |
| Ungarn                                        | 1:1 Zsengellér (19.) 2:1 Titkos (37.) 3:1 Zsengellér (39.) 4:1 Sárosi (65.) 5:1 Zsengellér (85.) | 0:1 Nyberg (1.) | Schweden |
| 16. Juni 1938 in Paris (Prinzenparkstadion)   | | |          |
| Zuschauer: 20.000                             | | |          |
| Schiedsrichter: Lucien Leclercq ( Frankreich) | | |          |
| Spielbericht                                  | | |          |

## Italien – Brasilien 2:1 (0:0)
| Italien                                      | Italien | Brasilien | Brasilien |
| -------------------------------------------- | --- | --- | --------- |
| Italien                                      | \| 16. Juni 1938 in Marseille (Stade Vélodrome) \| \| Zuschauer: 33.000 \| \| Schiedsrichter: Hans Wüthrich ( Schweiz) \| \| Spielbericht \|                                                               | \| 16. Juni 1938 in Marseille (Stade Vélodrome) \| \| Zuschauer: 33.000 \| \| Schiedsrichter: Hans Wüthrich ( Schweiz) \| \| Spielbericht \|       | Brasilien |
| Italien                                      | Aldo Olivieri – Pietro Rava, Alfredo Foni – Pietro Serantoni, Miguel Andreolo, Ugo Locatelli – Amedeo Biavati, Giuseppe Meazza , Silvio Piola, Giovanni Ferrari, Gino Colaussi Cheftrainer: Vittorio Pozzo | Walter – Arthur Machado, Domingos – Martim , Afonsinho, Zezé Procópio – José Perácio, Luisinho, Patesko, Lopes, Romeu Cheftrainer: Adhemar Pimenta | Brasilien |
| Italien                                      | 1:0 Colaussi (51.) 2:0 Meazza (60., Foulelfmeter) | 2:1 Romeu (87.) | Brasilien |
| 16. Juni 1938 in Marseille (Stade Vélodrome) | | |           |
| Zuschauer: 33.000                            | | |           |
| Schiedsrichter: Hans Wüthrich ( Schweiz)     | | |           |
| Spielbericht                                 | | |           |